# 福斯梅克河
51°14′23.28″N 8°31′35.68″E / 51.2398000°N 8.5265778°E

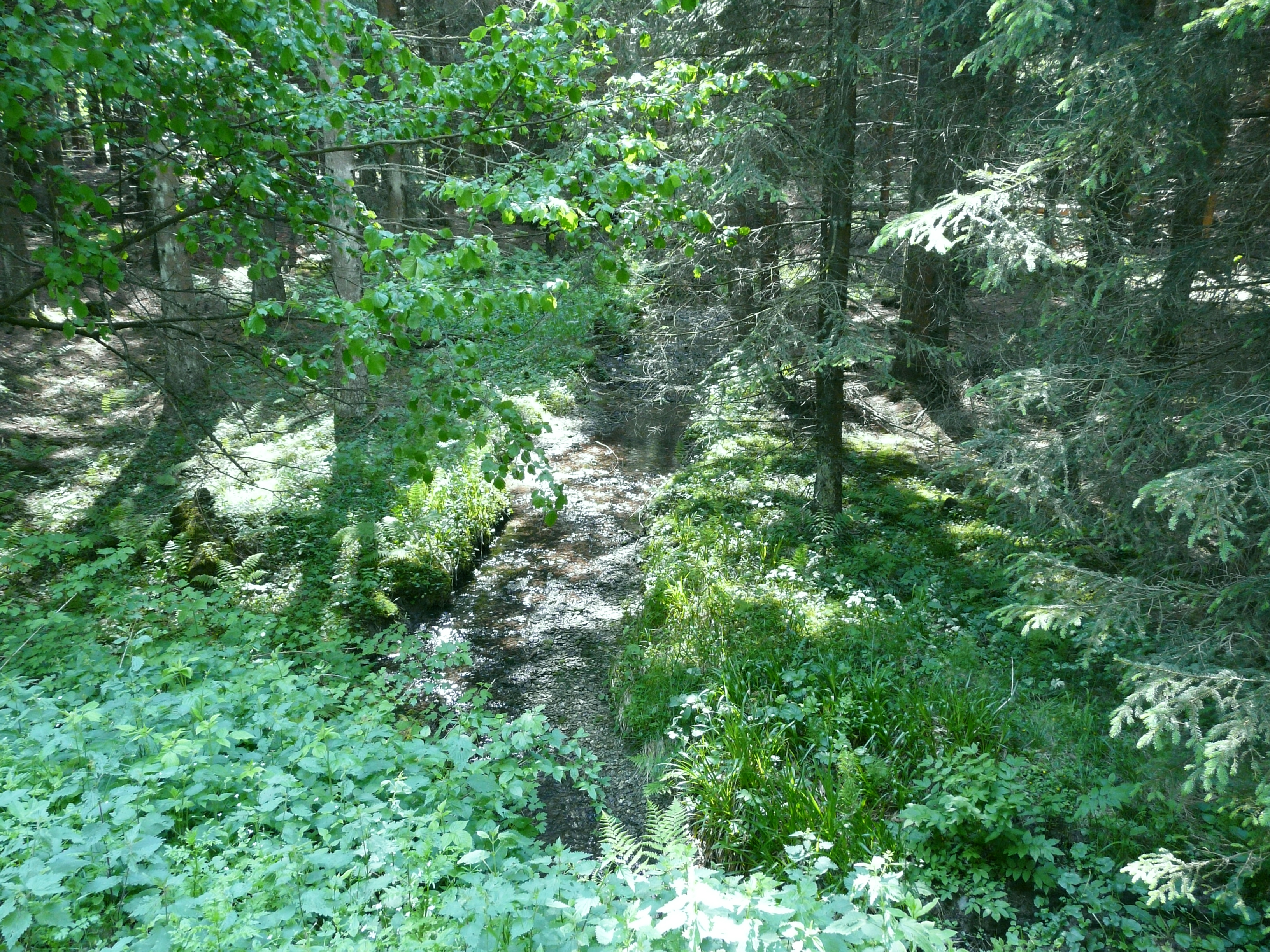
福斯梅克河

福斯梅克河（德語：Voßmecke），是德國的河流，位於該國西部，處於北萊茵-威斯特法倫州，屬於魯爾河的左支流，河道全長2.8公里，流域面積3.6平方公里。